# Ludvig Clausen
Martin Ludvig Philip Clausen (18. juni 1851 i Slagelse – 18. februar 1904 i København) var en dansk arkitekt, der arbejdede for stadsarkitekt i København Ludvig Fenger. Han var medstifter af Akademisk Arkitektforening.

## Uddannelse
Clausens forældre var tømrermester Vilhelm August Clausen og Caroline Marie Petersen. Han var i tømrerlære, dimitteredes fra Teknisk Skole december 1869 og blev optaget på Kunstakademiet januar 1870. Han tog afgang herfra i juni 1876, vandt den lille guldmedalje 1880 (for En Universitetsbygning) og den store 1883 (for Et Theater for reciterende Skuespil). Han modtog Akademiets stipendium 1883-85 og rejste 1881-82 og 1883-85 gennem en stor del af Europa, navnlig Italien.

## Karriere
Fra 1886 var Clausen ansat hos stadsarkitekt Ludvig Fenger og fra 1888 var han assistent i Akademiets dekorationsklasse.
Ludvig Clausen hørte til blandt de akademiske tilhængere af de historiske stilarter, samme retning som Ludvig Fenger, hvem han i øvrigt skyldte meget. Han benyttede dog også klassicistiske motiver og palæstil og til sine villaer hyppigt italiensk villastil. Han fik selvstændigt lov at præge en række store byggeprojekter, særligt elværkerne, som er velkomponerede bygningsanlæg med gennemtænkt brug af forskelige italienske motiver, og var udset som Fengers oplagte efterfølger som stadsarkitekt. Imidlertid døde han 1904, året før Fenger, og det blev Hans Wright, der som joker fik stillingen som stadsarkitekt.
Han var medlem af Charlottenborgs censurkomité for 1895. Selv udstillede han på Charlottenborg Forårsudstilling 1879, 1883, 1886 og 1901 og Den Nordiske Industri-, Landbrugs- og Kunstudstilling i Kjøbenhavn 1888. Han var også bidragyder til Verdensudstillingen i Paris 1900 og Rådhusudstillingen 1901. I 1924 blev hans opmålinger udstillet på Kunstakademiet.
Han blev gift 8. oktober 1881 i Slagelse med Aase Ansteinsdatter Hage, efter adoption 1860 navneskift til Cock (8. september 1853 i Setesdalen, Norge – 8. september 1917 på Frederiksberg), datter af landarbejder Anstein Andersen Laudal og Thorbjørg Olsdatter Tveitaae samt adoptivdatter af kaptajn, skibsreder i Frederiksværn Ole Olsen Cock og Abrahamine Pharo. Sønnen Alf Cock-Clausen blev også arkitekt.

## Gravmæle
Clausen er begravet på Vestre Kirkegård i København. Udførelsen af hans gravsten var betroet vennen Fritz Koch, som imidlertid blev syg og efter et længere sygeleje døde 1905. Opgaven var derfor gået videre til Ludvig Fenger, som også døde uden at have fået det færdigt, så det blev Albert Jensen, som kunne færdiggøre projektet. Gravmælet er udført af Hans & Jørgen Larsen.

## Værker
(Opført i København, hvor ikke andet er nævnt)

### Beboelsesejendomme
- Karreen Ny Rosenborg, H.C. Andersens Boulevard 5-11/Vester Voldgade/Studiestræde/Jarmers Plads (1893-94, sammen med Henrik Hagemann)
- Strandvejen 153, Hellerup (1897-98)
- Østbanegade 9 (1901-02)
- Karreen Rahbeks Allé 20-22/Halls Allé 7-9, Frederiksberg (1903-04)
- Facaderne til Thorvaldsensvej 9, Frederiksberg (1903)

### Andre bygninger
- Villa, Sankt Peders Vej 7, Hellerup (1898, nedrevet)
- Spritfabrik, Heimdalsgade 29-31 (ca. 1894)
- Egen villa i Hornbæk
- Vedbæk Kapel (1898)
- Tilbygning med restaurant Industricaféen til Industriforeningen, H.C. Andersens Boulevard/Rådhuspladsen (1898, præmieret projekt 1896, nedrevet)
- Svalebakkehus til Kongens Bryghus, Rahbeks Allé 3
- Kjøbenhavns Tændstikfabrik, Mariendalsvej 47 (1887, nedrevet)

### Som afdelingsarkitekt hos Stadsarkitekten i København (sammen medLudvig Fenger)
- Hovedbrandstationen (1889-93, fredet)
- Gothersgade Elektricitetsværk, Adelgade, siden teatret Turbinehallerne (1890-92, udvidet 1904, delvist nedrevet 2008)
- Vestre Fængsel (1892-95)
- Ombygning og udvidelse af det civile arresthus ved Nytorv (1896-97)
- Vestre Elektricitetsværk, Tietgensgade/Bernstorffsgade (1897-98)
- Facaderne til Boserup Sanatorium (1899-1901)
- Brandstationen på Østerbro, Østbanegade/Præstøgade (1900-01, vinduer ændret)
- Østre Elektricitetsværk, Øster Allé (1901-02)
- Øresundshospitalet (1902-04)
- Trækapellet på Holmens Kirkegård (1903)
- Brandalarmskabe
- Gaslygter (1891, stander dog tegnet af Vilhelm Dahlerup)
- De elektriske lygtestandere på Rådhuspladsen (forsvundet), Kongens Nytorv og Kampmannsgade ved Søerne (1892)

### Projekter
- Projekt til et bryggeri (1881)[1]
- Kunstmuseum og folkemuseum på Rosenborg Eksercerplads
- Statens Museum for Kunst (1885 og 1886, præmieret)
- Christiansborg Slot (1887)
- Københavns Rådhus (1889 og 1890, præmieret)
- Privatbankens hovedsæde (1900)
- Bispebjerg Kirkegård (1902)

### Dekorative arbejder
- Møbler (sammen med Erik Schiødte)